# 아리랑
아리랑은 대한민국의 대표적인 민요이다. 아리랑은 2012년 12월, 대한민국의 무형문화유산으로 등재되었으며, 2014년에는 조선민주주의인민공화국의 인류무형문화유산으로 등재되었다. 지역별로 각각 다른 아리랑이 전해져 온다.
아리랑은 대한민국을 비롯하여 한반도와 해외 한민족 사회에서 널리 애창되는 대표적인 노래이며 한반도의 중앙부에 위치한 태백산맥을 중심으로 발생된 아리랑은 강원도 정선 지역을 중심으로 점차 확산되어 8000만 한민족의 민요가 되었다.
가장 오래된 기록으로 阿里娘打令(아리랑타령)이 있으며, 한자 표기는 원래 어원이 아닌 한자의 음을 빌려 표기한 음차 표기이다.

## 연원
아리랑이 역사 기록에 등장하기 시작한 것은 19세기 이후이므로 근대에 발생한 것으로 생각하기도 하였다.
그러나 정선아리랑의 기원설을 비롯하여, 메리 테일러·님 웨일즈·고권삼 등에 의해 추가 자료들이 발견되면서 여말∼선초에 재구된 정치적 성향의 노래로 인식되기도 한다.

## 음악적 성향
아리랑은 오랜 역사적 유래를 가진 노래로, 비창감이 진하게 서린 노래로 부각시키려는 두 가지 경향성을 보여 주고 있다. 전자를 아리랑 기원설의 역사주의, 후자는 비창지향성이라고 부를 수 있다. 예외는 있으나 그 두 가지 경향성을 함께 고려할 때 아리랑 기원설에는 민족의 역사성 짙은 상흔이 간직되어 있다고 말하여도 좋을 것이다.

## 어원
아리랑의 어원은 불분명하나, 그에 대한 여러 가지 설이 제기되고 있다.
아리랑은 '알이랑'이라는 말이고, 알과 함께라는 뜻이다. 아리랑 고개를 넘어간다는 말은 알처럼 고운 님과 함께 고개를 넘어간다는 뜻이다. (아리랑은 노동요였다 참조)
사람 중에 알짜는 처녀와 총각이고, 그들을 알이나 구슬이라 불렀으며, 알이 알이랑(아리 아리랑) 구슬이 구슬이랑(쓰리 쓰리랑) 어울려 놀다 보면 남녀 한 쌍의 알알이가 나게 되고(아라리가 났네) 알알이는 보는 눈이 많은 마을 어디에서도 애틋한 사랑을 나누기 어려워서, 알이랑 손잡고 고개를 넘어(아리랑 고개를 넘어), 마을을 벗어나 오붓한 시간을 갖게 된다는 노래가 아리랑이다.
이후, 아리랑 노래는 무거운 봇짐을 메고 고개를 넘어다니는 보부상, 장돌뱅이들이 고개를 넘으면서 '이 고개를 넘으면 알이랑 오붓한 시간을 가질 것이라'는 희망을 담은 노랫말을 음미하며, 고개를 넘는 내내 불러대던 일노래(노동요)가 되었다. 그들이 마을에 당도하면 종일 부르던 노래가 저절로 나오고, 마을사람들이 따라 불러, 온나라 사람들이 따라 부르고, 대대손손 이어 부르게 되었다. 쓰리랑은 '구슬이랑'이 부르기 좋게 쓰리랑으로 바뀐 것이다.
아리랑을 '아리다', 쓰리랑을 '쓰리다'에 연관짓는 견해가 있다. 아리다의 원래 어형은 '알히다'이며 이는 '앓다'에 '-이-'가 붙어 형용사로 굳어진 것으로 본다. '아라리가 났네'는 '앓이가 나다'로 풀이되며 '앓이'는 '앓다'의 명사형이다. '앓앓이'는 강조를 위해 어간을 중복해서 사용했거나 다른 지역에서 나타나는 '아리리'와 같이 '앓이앓이'가 줄어든 형태인 것으로 보인다. 현대에는 '가슴앓이, 속앓이' 등의 형태로 남아있으며 '나다'는 '병이 나다'에서 '나다'에 대응한다. 또한 '아리랑'은 '구부렁(구부르다)', '달랑달랑(달다)'과 같이 동사 어간에 접미사를 붙여 의태어를 만든 것일 수 있다. 같은 방식으로 쓰리랑은 쓰리다와 연관된다.
또한 아래와 같이 한자에 연관하여 어원을 찾기도 하지만, 과거 어떠한 문헌에도 다음 예가 나타나지 않아 다양한 한자음에 음차한 것에 불과하여 문제가 제기되고 있으며 민간어원일 가능성이 매우 높다.
한자와 관련된 어원 고찰은 흥선대원군의 경복궁 중수 무렵 고향을 떠나는 부역꾼들이 '나는 님과 이별한다'는 뜻으로 아리랑(我離娘)을 불렀다는 설, 흥선대원군이 경복궁 중수를 위한 당백전 발행으로 원성이 자자하여 차라리 '내 귀가 멀었다'는 뜻으로 아이농(我耳聾)이라 한 것에서 유래했다는 설, 세 번째로 밀양 아리랑의 전설의 주인공 '아랑'을 애도한 노래에서 유래했다는 아랑전설(阿娘傳說), 네 번째로 신라 박혁거세의 아내 알영부인을 찬미한 것에서 유래했다는 설 등이 있다.
한편, 수필가 윤오영은 그의 수필 <민요 아리랑>에서 이들 어원설이 부회(附會)에 지나지 않는다고 평가하며, 아리랑의 '랑'은 령(嶺)의 변음이며 '아리'는 '장(長)'의 뜻을 지니므로 '아리랑'은 곧 '긴 고개'를 뜻한다고 설명한다. 그 근거로 장백산의 옛 이름인 '아이민상견'(阿爾民商堅)의 '아이'는 '장(長)'의 훈(訓)이며, '민'은 백(白)의 훈차이고, '상견'은 산(山)의 반절음이니 '장(長)'의 고어가 '아리'인 것이 분명하다는 설명과 함께, 아리수(阿利水)역시 곧 장강(長江)을 뜻하는 것으로 그 시대, 그 지역에서 가장 큰 강을 부른 이름이므로 '아리랑' 역시 지역 마다 있는 가장 큰 고개를 부르는 이름이었음을 밝힌다. 덧붙여 '쓰리랑'은 '시리 시리 시리랑'에서 온 것으로 이는 '사리 사리' 혹은 '서리 서리'의 변음이며, 지방마다 높은재를 '사실고개', '서슬고개'로 부르는 것으로 미루어 '꾸불꾸불 서린 고개길'을 뜻한다고 설명한다.
'아리랑'과 '쓰리랑'은 고대 북방 샤머니즘의 장례문화에서 '영혼을 맞이하고 이별의 슬픔을 참는다'라는 의미로 추정된다는 견해도 있다.
노래 아리랑은 떠돌이 소리꾼들이 부르던 것으로 전국을 떠돌며 힘든 고개를 넘을 때 힘든 것을 노래한 것으로 백성들이 그네들이 부르는 노래를 따라부르게 된 것이다. 아리랑 스리랑은 높고 구불구불한 재를 일컫는다.
이밖에도 뜻이 없다는 설 등 여러 설과 구음에서 발생한 것으로 보는 설이 있다.

## 국제경기 남북단일팀 공식 노래
1991년 2월12일 남북체육회담에서 올림픽,세계선수권대회등에서의 남북공동 단일팀의 노래로 '아리랑'을 공식 합의한바있다. 이후 이러한 전통은 2018년 평창동계올림픽에 이르기까지 30년 가까이 지켜져오고있다. 한 편 남북공동의 단일팀을 상징하는 깃발로는 한반도기(또는 통일기)가 있다.

## 종류
아리랑은 민요보다 잡가나 타령으로 전승되다가 1920년대 들어 이광수 등 일본 유학파가 민요라고 부르기 시작하며 민요로 정착되었다. 작사자나 작곡가를 알 수 없으나 집단 창작으로 만들어져 입에서 입으로 전해진 경우를 민요라고 구분하고 작사자와 작곡가가 민요를 바탕으로 보급하려는 목적으로 만든 아리랑을 신민요라고 하는데 민요인 전통아리랑으로는 정선아리랑(아라리), 강원아리랑(자진아리, 뗏목아리랑), 진도아리랑, 밀양아리랑이 있고, 신민요로 1930년대부터 지어진 신민요아리랑으로는 경기아리랑(본조아리랑)과 여기서 파생된 경기긴아리랑과 거기서 다시 파생된 자진아리랑(구조아리랑), 또 거기서 파생된 남도긴아리랑과 재차 파생된 진도아리랑, 해주아리랑 등이 있다. 그 외의 아리랑으로는 경상도아리랑, 영천아리랑, 서도아리랑, 아리랑타령 등이 있다.

## 편곡
아리랑은 최근 많은 방식으로 편곡되고 있다. 예를 들어 북한 공훈예술가 최성환 편곡의 관현악판 편곡에서부터 시작해서 오마주 투 코리아(Homage to Korea)나 아리랑 랩소디(Arirang Rhapsody), 최근엔 아리랑 판타지(Arirang fantasy)등이 있다.

## 아리랑과 찬송가들

### 미국 찬송가
미국 칼빈 대학교 교수이며 미국 찬송가편찬원이었던 버트 폴먼(Bert Frederick Polman)교수는 아리랑의 멜로디를 가지고 1990년 미국 찬송가 229장을 만들었다. 제목은 '그리스도 당신의 충만하심'(Christ, You Are the Fullness)이다. 같은 편집위원인 에밀리 브링크는 멜로디가 너무 아름다워서 12명의 전원 찬성으로 새로운 찬송가에 실리게 되었다고 한다.

### 한국 찬송가
횃불트리니티 대학원의 김은희 교수는 평화통일과 화해를 위하여 남북이 함께 공감하며 소통할 수 있는 음악을 고민하며 연구하던 중 8,000만 민족의 애가인, 아리랑 곡조(HymnTune)에 의한 아리랑(Arirang) 찬송을 작시한 바 있다. 아울러 아리랑 오르간 환상곡(Arirang Organ Fantasy)연주와 아리랑 찬송가를 통하여 ‘평화통일과 화해’의 방안을 모색하였다. 아리랑(Beautiful Daring)은 민족의 애가(哀歌)이며 통일 조국이 함께 부를 민족의 애가이므로 비록 지난 70년간 사상과 이념이 다른 체제 속에서 살아왔지만 우리가 한 민족이며, 한 동포임을 확인하게 해주는 곡이라고 주장한다. 해외 동포와 교회, 심지어 세계교회까지 한반도의 평화통일을 위해 오랫동안 염원해 왔던 기도가 아리랑찬송을 통해 이루어지길 소망하며, 통일 후 민족의 애가, 아리랑을 통하여 주체사상으로 의식화되어있는 북한주민들에게 예수 그리스도의 복음을 소개하는 도구가 되길 기대를 가지고 만들었다.

## 같이 보기
- 한국 민요 변주곡
- 아리랑 그룹(阿里郎组合)
- 아리랑 라면(アリランラーメン)
- 아리랑 축제